# Blanktjärnarna (Degerfors socken, Västerbotten, 713817-169133)
Blanktjärnarna är en sjö i Vindelns kommun i Västerbotten och ingår i Umeälvens huvudavrinningsområde. Sjön har en area på 0,0416 kvadratkilometer och ligger 282,2 meter över havet.

## Delavrinningsområde
Blanktjärnarna ingår i det delavrinningsområde (713943-168847) som SMHI kallar för Utloppet av Lill-Sandsjön. Medelhöjden är 280 meter över havet och ytan är 12,6 kvadratkilometer. Räknas de 2 avrinningsområdena uppströms in blir den ackumulerade arean 23,14 kvadratkilometer. Storkvarnbäcken som avvattnar avrinningsområdet har biflödesordning 4, vilket innebär att vattnet flödar genom totalt 4 vattendrag innan det når havet efter 119 kilometer. Avrinningsområdet består mestadels av skog (58 procent) och sankmarker (11 procent). Avrinningsområdet har 2,77 kvadratkilometer vattenytor vilket ger det en sjöprocent på 22 procent.